# Eerste Slag bij Salvador da Bahia
In de Eerste Slag bij Salvador da Bahia deed Johan Maurits een eerste poging een groter deel van Brazilië te veroveren op de Portugezen. Nadat hij in januari 1637 in Recife als gouverneur het bestuur over de kolonie van de West-Indische Compagnie in het noordoosten van Brazilië had overgenomen, zon Johan Maurits op plannen om de gehele Portugese kolonie in bezit te nemen. De Iberische autoriteiten hadden een gebrek aan schepen en de plannen een grote vloot te sturen om orde op zaken te stellen werden voortdurend uitgesteld. Ondanks dat Johan Maurits nog niet de gevraagde versterkingen uit de Republiek had ontvangen, vertrok hij op 8 april 1637 richting Bahia met 30 bodems en 4600 manschappen.
De troepen slaagden er vrij gemakkelijk in om aan land te gaan en een aantal versterkingen rond de stad Salvador da Bahia ter veroveren. De stad zelf bleek echter minder makkelijk te benaderen en ze werd verdedigd door een garnizoen met meer manschappen dan de aanvallers. Omdat een langdurige belegering niet mogelijk bleek, besloot Johan Maurits met alle mogelijke middelen een stormaanval uit te voeren. Deze werd op de 17e en 18e mei ingezet maar na urenlange gevechten van man tegen man moesten de Nederlanders zich ten slotte terug trekken. De Portugezen gingen vervolgens niet in de tegenaanval en enkele dagen later wist Johan Maurits zich gedurende de nacht ongezien in te schepen en weer koers te zetten naar Recife.